# Scopula sajanensis
Scopula sajanensis är en fjärilsart som beskrevs av Louis Beethoven Prout 1935. Scopula sajanensis ingår i släktet Scopula och familjen mätare. Inga underarter finns listade.